# Schizotetranychus nugax
Schizotetranychus nugax är en spindeldjursart som beskrevs av Pritchard och Baker 1955. Schizotetranychus nugax ingår i släktet Schizotetranychus och familjen Tetranychidae. Inga underarter finns listade i Catalogue of Life.